# Archiepiskopie Thyateira
Archiepiskopie Thyateira a Velká Británie je jedna z eparchií Konstantinopolského patriarchátu.

## Historie a současnost
Archiepiskopie vznikla roku 1922 z iniciativy patriarchy Meletia. Původně nesla titul metropolie. Nová metropolie zahrnovala všechny farnosti Západní a Střední Evropy.
Dne 15. dubna 1924 byly farnosti Střední Evropy převedeny do maďarské metropolie a po jejím zrušení 12. srpna 1924 do titulární metropolie Amasya. Západní a Severní Evropa zůstala v jurisdikci metropolie. Dne 15. září 1936 se Střední Evropa dostala zpět pod jurisdikci metropolie.
V říjnu 1963 se farnosti v kontinentální Evropě staly součástí nově vzniklých metropolií Francie, Německo a Rakousko. Velká Británie, Irsko, Švédsko, Norsko, Island a Malta zůstaly pod jurisdikcí thyateirské metropolie.
Dne 24. února 1968 byla metropolie přeměněna na archiepiskopii.
Dne 12. srpna 1969 přešlo území Švédska, Norska a Islandu do nově vzniklé švédské metropolie.
V březnu 2005 bylo území Malty včleněno do jurisdikce italské metropolie.
V souvislosti se zrušením exarchátu farností ruské tradice v Západní Evropě ze dne 27. listopadu 2018 a připojení většiny farností k Ruské pravoslavné církvi se 18 zbývajících farností stalo součástí archiepiskopie.
V současné době má 108 farností a jeden velký monastýr.

## Seznam metropolitů a arcibiskupů
- 1922–1951 Germanos (Strinopoulos)
- 1951–1962 Athenagoras (Kavvadas)
  - 1962–1963 Iakovos (Virvos) dočasný správce
- 1963–1979 Athenagoras (Kokkinakis)
- 1979–1988 Methodios (Fougias)
- 1988–2019 Grigorios (Theocharous)
- od 2019 Nikitas (Loulias)